# Chorioptes bovis
Chorioptes bovis är en spindeldjursart som först beskrevs av Erich Martin Hering 1845.  Chorioptes bovis ingår i släktet Chorioptes och familjen Psoroptidae. Inga underarter finns listade i Catalogue of Life.